# Safran
Safran – francuska grupa przemysłowa i technologiczna, obecna na arenie międzynarodowej w dziedzinie aeronautyki, kosmosu i obronności. Powstał w 2005 roku podczas połączenia Snecma i Sagem. Od września 2011 jest notowana na CAC 40.
Zajmuje się projektowaniem i produkcją silników lotniczych, helikopterów i rakiet, sprzętu lotniczego i obronnego.
Po wchłonięciu Zodiac Aerospace w 2018 roku grupa liczyła ponad 81 tysięcy pracowników na koniec września 2020 roku.